# Leonardo (empresa)
Leonardo S.p.A., anteriormente Leonardo-Finmeccanica y originalmente Finmeccanica, es un grupo industrial italiano, especializado en el ámbito aeroespacial. Con sus oficinas centrales situadas en la ciudad de Roma, desarrolla sus actividades principalmente en los sectores de la Aeronáutica, Helicópteros, Espacio, Electrónica de Defensa, Sistemas de Defensa y Seguridad. Es el segundo conglomerado de la industria metalmecánica de Italia, por detrás de FCA Italy (Fiat). En la actualidad, la compañía se encuentra en la etapa final de su proceso de transformación en holding industrial, contando con empresas y representaciones en más de 100 países. El estado italiano a través del Ministerio de Economía posee cerca de un 30% de las acciones de dicho holding. Desde el 1 de enero de 2017, la compañía cambió su nombre de  Leonardo Finmeccanica a Leonardo S.p.A., en honor a Leonardo Da Vinci. Hasta abril de 2016 se la conocía como Finmeccanica. El 16 de mayo de 2017 la Junta Directiva ha nombrado a Alessandro Profumo Director Ejecutivo de Leonardo S.p.A.

## Historia
La compañía tiene sus orígenes en el año 1948, cuando fue establecida a modo de sub-holding de la industria mecánica controlada por aquel entonces por el instituto estatal IRI. Diversas empresas históricas han formado parte del grupo Finmeccanica, entre ellas: Alfa Romeo, Aeritalia y Ansaldo.
Entre 1960 y 1980 la industria de la defensa y aeroespacial Italiana estaba dividida en diversas compañías directamente controladas por el estado; entre ellas empresas como la fabricante de helicópteros Agusta, Oto Melara (sistemas de defensa) y la empresa de electrónica Officine Galileo. Mientras que el STET (otro subsidiario del IRI) controlaba empresas como Selenia, Elsag y SGS Thomson, estas últimas especializadas en la electrónica de defensa. En 1989, a partir de un proceso de reestructuración interna, el IRI transfiere las empresas de electrónica de defensa controladas por el STET a Finmeccanica, momento en el cual Aeritalia y Selenia se fusionan para crear lo que hoy en día es Alenia Aeronautica. En 1992, en parte debido a su crítica situación financiera; Agusta, Oto Melara, Officine Galileo y Breda pasan a estar bajo el mando de Finmeccanica, lo que consolida a esta última como uno de los más importantes grupos industriales Italianos. Finmeccanica, que hasta entonces era totalmente controlada por el estado a través del IRI, inicia un proceso de privatización hacia el año 1993, año en el cual fue listada en la Bolsa de Milán.
En julio de 2000 el grupo Finmeccanica y la británica GKN acuerdan la fusión de sus respectivas subsidiarias fabricantes de helicópteros: Agusta y Westland Helicopters; con el propósito de formar AgustaWestland. En el 2004, GKN confirma la venta de la totalidad de sus acciones en Westland Helicopters a Finmeccanica, consolidándose así lo que hoy es AgustaWestland.
En diciembre de 2001, Alenia Marconi Systems (AMS), la división misilística de Finmeccanica y BAE Systems Company, se fusionan con otros fabricantes Europeos de misiles para formar MBDA, que se convierte en el consorcio Europeo de misiles, segundo fabricante a nivel mundial de sistemas de misiles. En julio de 2003, Finmeccanica y BAE Systems anuncian su intención de crear tres compañías bajo acuerdos Joint Venture, colectivamente conocidas como Eurosystems. Dichas compañías incluirían los negocios de aviónica y comunicaciones de ambos grupos. Sin embargo, las dificultades a la hora de integrar dichas empresas, llevó a ambos grupos a reconsiderar la propuesta inicial, tal y como declararía posteriormente BAE Systems en su reporte anual del 2004. La principal idea del acuerdo, era la disolución de Alenia Marconi Systems y el establecimiento de SELEX Sensors and Airborne Systems. En el 2007, BAE Systems termina por vender su participación en SELEX Sensors and Airborne Systems al grupo Finmeccanica, y SELEX Sensors and Airborne Systems pasa a estar bajo el control total del grupo italiano.
En mayo del 2008, Finmeccanica anuncia su intención de comprar al contratista estadounidense de defensa de electrónica DRS Technologies. En octubre del mismo año el grupo Finmeccanica consolida la adquisición de DRS Technologies. En diciembre de 2013 Finmeccanica vendió al fondo estratégico italiano el 39,55% de su capital social en Ansaldo Energia. El 15% restante de las acciones de Finmeccanica se venderá el 31 de diciembre de 2017.
Los años 2000 también se caracterizan por una reorganización del grupo. El 15 de mayo de 2014, la junta de accionistas de Finmeccanica nombró un nuevo Consejo de Administración para el trienio 2014-2016. La presidencia del Grupo se confirmó para Giovanni De Gennaro, mientras que Mauro Moretti, ex director general de Ferrovie dello Stato, fue nombrado Delegado y director general. En el mismo año, la nueva compañía de Finmeccanica vendió BredaMenarinibus Industria Italiana de autobuses (20% y 80% de Finmeccanica King Long). En 2015 Finmeccanica llega a un acuerdo con Hitachi para la venta al grupo japonés de las inversiones en AnsaldoBreda y Ansaldo STS y con el Grupo Danieli para la venta de la controlada FATA.
En el primer semestre de 2014, el nuevo CEO y director general de Finmeccanica Mauro Moretti inicia un proceso de cambio de acciones estratégicas y estructura organizativa. El objetivo era crear un grupo más cohesionado y eficaz en el que todos los procesos (investigación, marketing y ventas, ingeniería, procura, estrategias y de gobierno) sean centralizados e integrados y puedan interactuar de manera más eficaz. A finales de 2014, Finmeccanica transfirió su participación en BredaMenarinibus a la newco Industria Italiana de Autobuses (20% y 80% de Finmeccanica King Long), realizando así un paso más en el proceso de racionalización del Grupo.
En 2015 Hitachi firmó un acuerdo vinculante con Finmeccanica para la adquisición del negocio de AnsaldoBreda de Hitachi, con exclusión de algunas actividades revamping y contratos residuales, y de la totalidad de la participación de Finmeccanica en el capital social de Ansaldo STS, aproximadamente el 40% del capital total. FATA, otra filial del Grupo Finmeccanica desde 2004 que no era parte de la actividad principal, fue vendida en 2015 al Gruppo Danieli, que trata de la producción de las plantas de acero.
El 1 de enero de 2016, Finmeccanica se convierte en una sola entidad industrial integrada que ha absorbido las actividades de AgustaWestland, Alenia Aermacchi, Selex ES, OTO Melara, WAAS cambiando su nombre a Leonardo S.p.A. desde el 1 de enero de 2017.

## Organización
Las ocho divisiones
- Aerostructures
- Aircraft
- Automation
- Cyber & Security
- Electronics
- Helicopters
- Uncrewed Systems
- Space

Subsidiarias y joint ventures
- Leonardo DRS
- Leonardo Global Solutions
- Leonardo International
- Leonardo Logistics
- Leonardo UK

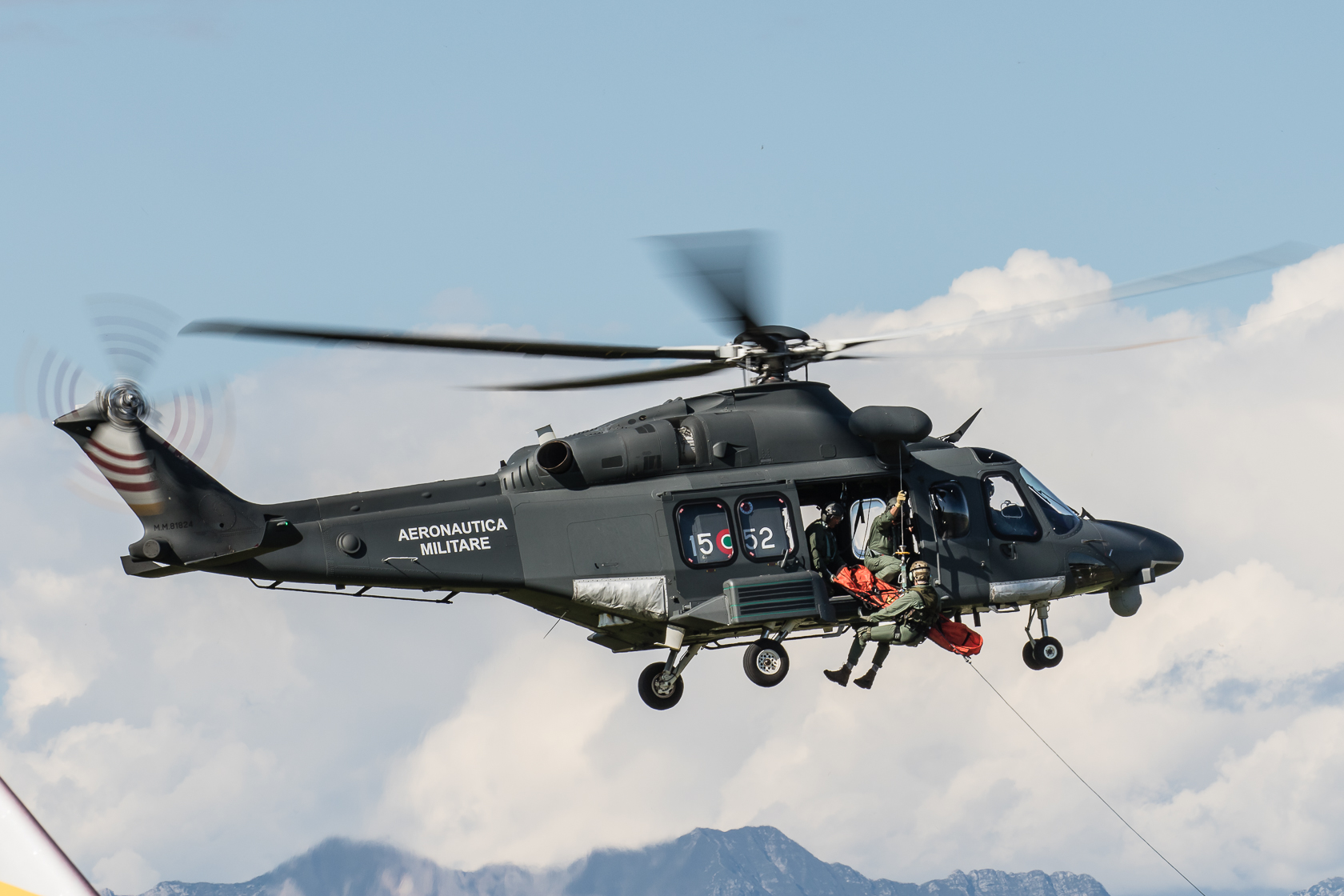
Leonardo AW139

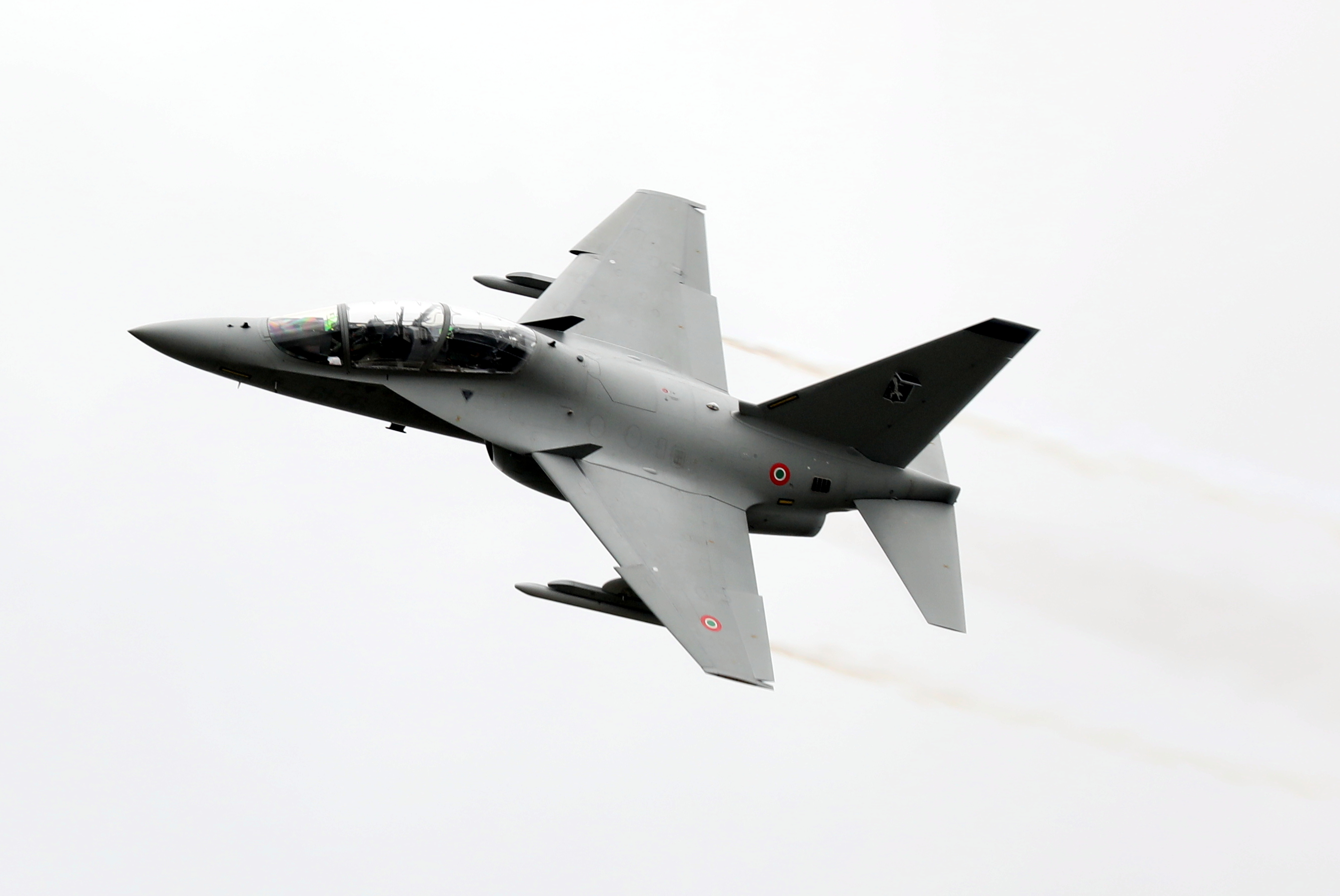
M-346 Master

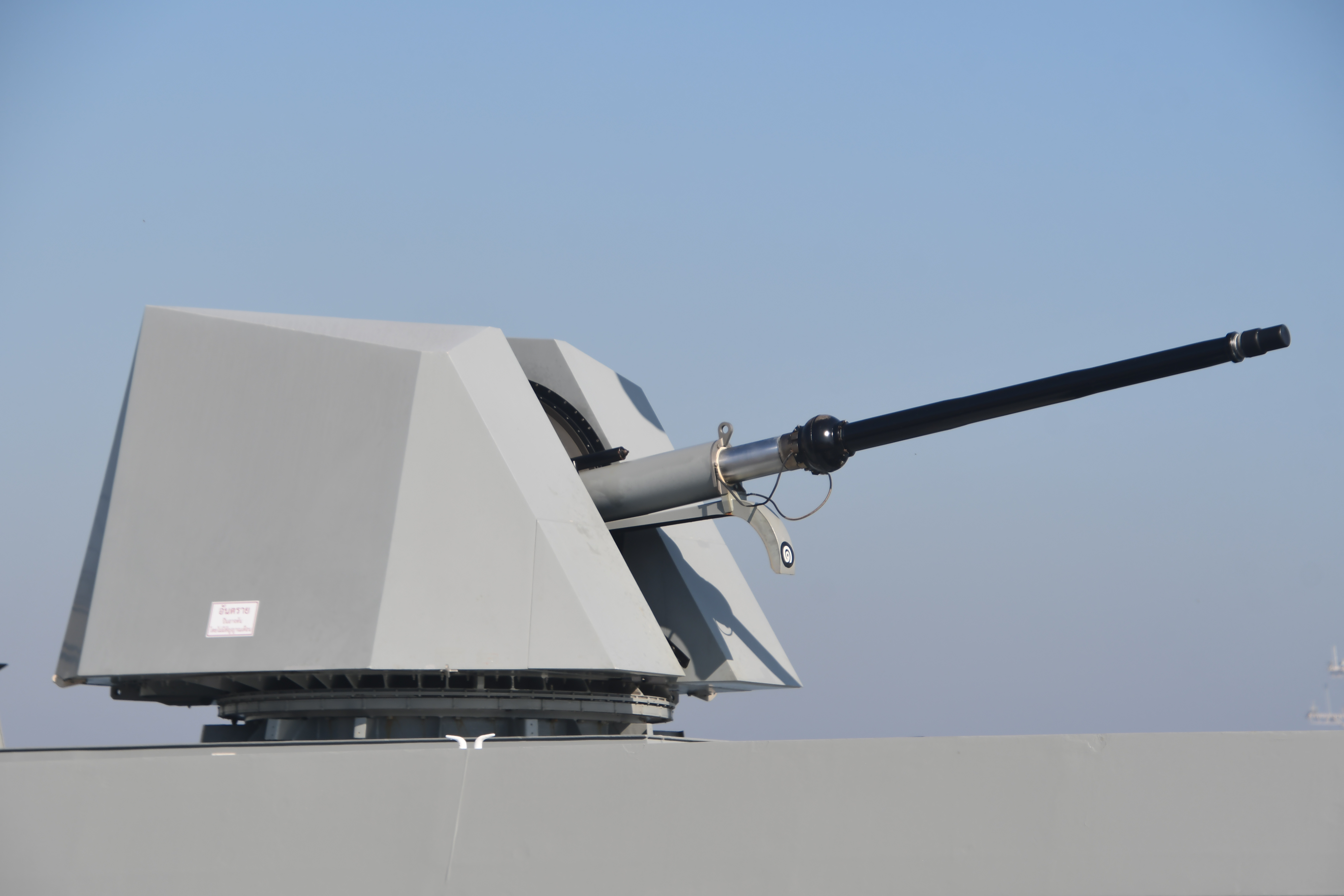
Otobreda 76 mm Super Rapid

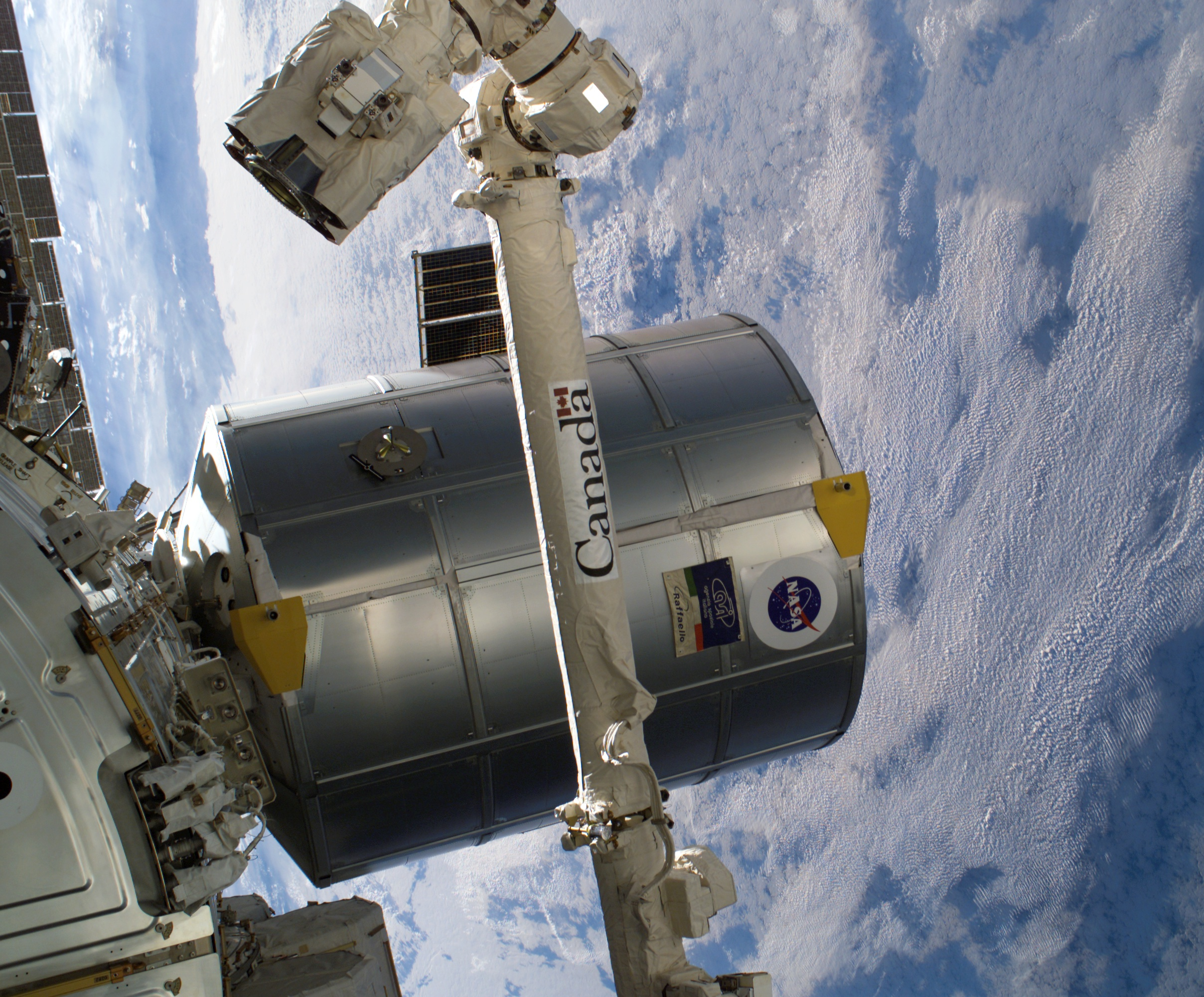
Módulos logísticos multipropósito

- Leonardo Rheinmetall Military Vehicles (LRMV)
- MBDA
- Telespazio
- Thales Alenia Space
- ATR
- Eurofighter GmbH
- Hensoldt
- KOPTER Group
- PZL-Świdnik
- NHIndustries
- Avio
- Larimart
- ELT Group
- GEM Elettronica
- Orizzonte Sistemi Navali